# Ukiah (Oregon)
Ukiah ist ein Ort im Umatilla County im US-Bundesstaat Oregon. Zum Zeitpunkt der Volkszählung im Jahr 2020 hatte Ukiah 159 Einwohner auf einer Fläche von 0,5 km².

## Geographie

### Geographische Lage
Ukiah liegt im Umatilla County, im Nordosten des Bundesstaates. Der Ort ist 80 Kilometer, etwa eine Stunde Fahrzeit von Pendleton entfernt. Durchschnittlich liegt das Stadtgebiet in einer Höhe von zirka 1036 Metern über dem Meeresspiegel.

### Klima
Ukiah hat heiße, trockene Sommer und relativ milde Winter. Die durchschnittliche Jahreshöchsttemperatur liegt bei 30 °C (86 °F), die durchschnittliche Jahrestiefsttemperatur liegt bei −3 °C (26 °F). Der trockenste und heißeste Monat ist Juli. Der kälteste Monat ist Januar. Im November regnet es am meisten. Der durchschnittliche jährliche Niederschlag beträgt 356 Millimeter. Die durchschnittliche Luftfeuchtigkeit beträgt im Juli 34 %, im Januar beträgt sie 77 %.

## Demographie
Die Volkszählung von 2000 ergab, dass 255 Personen in 96 Haushalte und 69 Familien in Ukiah wohnen. Die Bevölkerungsdichte war 510 Einwohner pro Quadratkilometer, wobei die Stadt nur einen halben Quadratkilometer groß ist. In der Stadt lebten 95,29 % Weiße, 2,75 % Asiaten, 1,18 % von anderen Rassen, und 0,78 % von zwei oder mehr Rassen. Hispanos oder Latinos machten 1,57 % der Bevölkerung aus. 
In 33,3 % der 96 Haushalte lebten Kinder unter 18 Jahren. 60,4 % waren verheiratete Paare, 5,2 % hatten einen weiblichen Haushaltsvorstand ohne Ehemann, und 27,1 % waren keine Familien. 19,8 % aller Haushalte wurden von Alleinstehenden bewohnt. 6,3 % wurden von Alleinstehenden bewohnt, die 65 Jahre oder älter waren. Die durchschnittliche Haushaltsgröße war 2,52 und die durchschnittliche Familiengröße betrug 2,79. 
Die Altersschichten der Bevölkerung von Ukiah verteilten sich mit 26,3 % unter dem Alter von 18, 7,5 % zwischen 18 und 24, 27,5 % zwischen 25 und 44, 25,5 % von 45 bis 64, und 13,3 % waren 65 Jahre oder älter. Das mittlere Alter betrug 40 Jahre. 
Das mittlere Einkommen pro Haushalt in der Stadt war 34.773 Dollar und das Median-Einkommen für eine Familie betrug 35.313 Dollar. Männer hatten ein mittleres Einkommen von 31.250 Dollar. Die Frauen verdienten im Vergleich dazu 25.625 Dollar. Das Pro-Kopf-Einkommen der Einwohner der Stadt betrug 13.945 Dollar. Über 10,7 % der Familien und 18,5 % der Bevölkerung leben unterhalb der Armutsgrenze, darunter waren 12,0 % der Befragten unter achtzehn Jahren und 16,0 % der Befragten fünfundsechzig oder älter.

## Wirtschaft und Infrastruktur

### Verkehr

#### Straßenverkehr
Mitten durch Ukiah führt die Oregon State Route 244. Die nächste Verbindung an einen Interstate Highway ist in Pendleton mit der I-84.

#### Flugverkehr
8 km östlich der Stadt Ukiah liegt der kleine Privatflugplatz „Cable Creek Ranch Airport“.

### Arbeitgeber
Die vier größten und einzigen Arbeitgeber Ukiahs sind:
- North Fork John Day Ranger
- Ukiah School
- Oregon Departement of Transportation
- U.S. Post Office

### Bildung
Ukiah liegt im Schuldistrikt 80 des Umatilla County. Ukiahs einzige Schule, die Ukiah School ist eine K-12-Schule, was bedeutet, dass die Kinder vom Kindergarten bis zum zwölften Schuljahr dieselbe Schule besuchen. Die Ukiah School befindet sich im Norden der Stadt in der Hills Street.